# Anri Jergenia
Anri Mikhail-ipa Jergenia (en abkhaze : Анри Михаил-иҧа Џьергьениа, en russe : Анри Михайлович Джергения), né le 8 août 1941 à Léningrad (URSS) et mort le 5 janvier 2020 à Moscou (Russie), est un homme politique abkhaze, membre du mouvement Amtsakhara. 
Il a été Premier ministre de l’Abkhazie de juin 2001 à novembre 2002.

## Biographie
Anri Jergenia est né le 8 août 1941 à Leningrad, alors en République socialiste fédérative soviétique de Russie, en Union soviétique. Il est diplômé de l'Université d'État de Moscou avec un diplôme en droit en 1963. Pendant la période soviétique, il a occupé plusieurs postes au sein de l'administration de la République socialiste soviétique autonome d'Abkhazie : enquêteur au ministère de l'Intérieur, enquêteur en chef du parquet de Soukhoumi, Public Président du tribunal de Soukhoumi et membre de la Cour suprême de l'ASSR abkhaze.
Après l'éclatement de l'Union soviétique, de 1992 à 2001, Jergenia a été procureur général de la République d'Abkhazie, ce qui lui a notamment valu de défendre le traitement réservé à ses prisonniers de guerre par l'Abkhazie. Le 14 avril 1999, Jergenia a été reconduit dans ses fonctions de procureur général par l’Assemblée populaire seulement après plusieurs tours de scrutin. 
De 1990 à 2002, Jergenia a été le négociateur en chef et le représentant désigné à la conférence de paix géorgo-abkhaze du président Vladislav Ardzinba. À ce titre, il a personnellement géré la plupart des négociations avec la Russie, la Géorgie, les États-Unis et les Nations unies.